# Janez Starc
Janez Starc (* 2. November 1885 in Mökriach, Gemeinde Eberndorf; † 2. Mai 1953 in Villach) war ein österreichischer Politiker (Partei der Kärntner Slowenen), Priester und von 1927 bis 1933 Abgeordneter zum Kärntner Landtag.

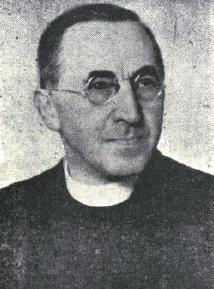
Janez Starc

## Biographie
Starc studierte Theologie in Klagenfurt und schloss sein Studium 1911 ab. Er war in der Folge als Priester in Ferlach, Windisch Bleiberg, Ruden sowie von 1922 bis 1938 in Keutschach am See tätig. Daneben wirkte er in verschiedenen Bereichen. So engagierte er sich vor dem Ersten Weltkrieg für den slowenischen christlichen Arbeiterverein in Unterloibl und unterstützte die Erneuerung kirchlicher Güter in Windisch Bleiberg und Keutschach. In Keutschach war Starc auch als Landwirt und im Gemeinderat tätig, saß im Ausschuss der slowenischen Sparkasse und wirkte im Bildungsverein „Zvezda“ (Der Stern) mit. Als kulturell aktiver Mensch initiierte er auch den Bau des Kulturhauses „Dom sv. Jožefa“, zudem war er 1921 an der Wiedererrichtung slowenischer Vereine in Südkärnten beteiligt. Für den „Politično in gospodarsko društvo za Slovence na Koroškem“ (Politischen und wirtschaftlichen Vereins für die Slowenen in Kärnten) arbeitete Starc zudem von 1925 bis 1933 als Sekretär und vertrat während dieser Zeit die Kärntner Slowenen als ständiger Delegierter beim Europäischen Nationalitätenkongress. Dort knüpfte er auch Kontakte mit dem Gottscheer Geistlichen Josef Eppich und versuchte auf dem Weg der Reziprozität gleichzeitige Erleichterungen für die Kärntner Slowenen und Sloweniendeutschen zu erreichen.
Nach dem Einmarsch der Nationalsozialisten wurde er im März 1938 von der Gestapo zum Verlassen seiner Pfarre in Keutschach gezwungen und nach einem Besuch in der Gemeinde denunziert und verhaftet. In der Folge wurde er aus Kärnten verbannt und verbrachte die Zeit des Zweiten Weltkriegs in Niederösterreich, Wien und dem Burgenland, wobei er nach dem Überfall Hitlerdeutschlands auf Jugoslawien 1941 erneut für einen Monat inhaftiert wurde.
Nach dem Zweiten Weltkrieg übernahm Starc 1949 die Funktion des stellvertretenden Vorsitzenden des „Narodni svet koroških Slovencev“ (Rats der Kärntner Slowenen) und regte die Gründung der Wochenzeitung „Naš tednik“ (Unser Wochenblatt) an.
Sein Grab in St. Leonhard bei Siebenbrünn ist das einzige Bauwerk des Architekten Jože Plečnik auf Kärntner Boden.